# Sittingbourne and Milton
Sittingbourne and Milton är en unparished area i distriktet Swale i grevskapet Kent i England. Det inkluderar Chalkwell, Kemsley, Milton Regis, Murston, Sittingbourne och Snipeshill. Fram till 1974 var det ett separat distrikt. Distrikt hade 23 623 invånare år 1961.